# Julia Kern
Julia Kern (Berkeley, 12 settembre 1997) è una fondista statunitense.

## Biografia
Attiva in gare FIS dal dicembre del 2012, la Kern ha esordito in Coppa del Mondo il 17 marzo 2017 a Québec (24ª) e ai Campionati mondiali a Seefeld in Tirol 2019, dove è stata 23ª nella sprint, 19ª nello skiathlon e 5ª nella staffetta; il 21 dicembre dello stesso anno ha conquistato a Planica in sprint il primo podio in Coppa del Mondo (3ª). Ai Mondiali di Oberstdorf 2021 si è classificata 36ª nella sprint; l'anno dopo ai XXIV Giochi olimpici invernali di Pechino 2022, suo esordio olimpico, si è piazzata 53ª nello skiathlon e 18ª nella sprint. Ai Mondiali di Planica 2023 ha vinto la medaglia di bronzo nella sprint a squadre ed è stata 34ª nella 10 km, 27ª nella 30 km, 8ª nella sprint e 5ª nella staffetta e a quelli di Trondheim 2025 ha vinto la medaglia d'argento nella sprint a squadre e si è classificata 19ª nella 50 km, 5ª nella sprint, 26ª nello skiathlon e 6ª nella staffetta.

## Palmarès

### Mondiali
- 2 medaglie:
  - 1 argento (sprint a squadre a Trondheim 2025)
  - 1 bronzo (sprint a squadre a Planica 2023)

### Mondiali juniores
- 1 medaglia:
  - 1 bronzo (staffetta a Park City 2017)

### Coppa del Mondo
- Miglior piazzamento in classifica generale: 14ª nel 2023
- 6 podi (2 individuali, 4 a squadre):
  - 1 secondo posto (a squadre)
  - 5 terzi posti (2 individuali, 3 a squadre)